# Limba zeelandeză
Limba zeelandeză este o limbă regională vorbită in provinciile neerlandeze Zeelanda și Olanda de Sud. Are caracteristici care o fac relativ dificil de înțeles pentru vorbitorul de neerlandeză standard. Reprezintă o limbă regională de tranziție intre olandeza și limba flamandă de vest.